# Biturix venosata
Biturix venosata là một loài bướm đêm thuộc phân họ Arctiinae, họ Erebidae.